# Спорыхин, Борис Тихонович

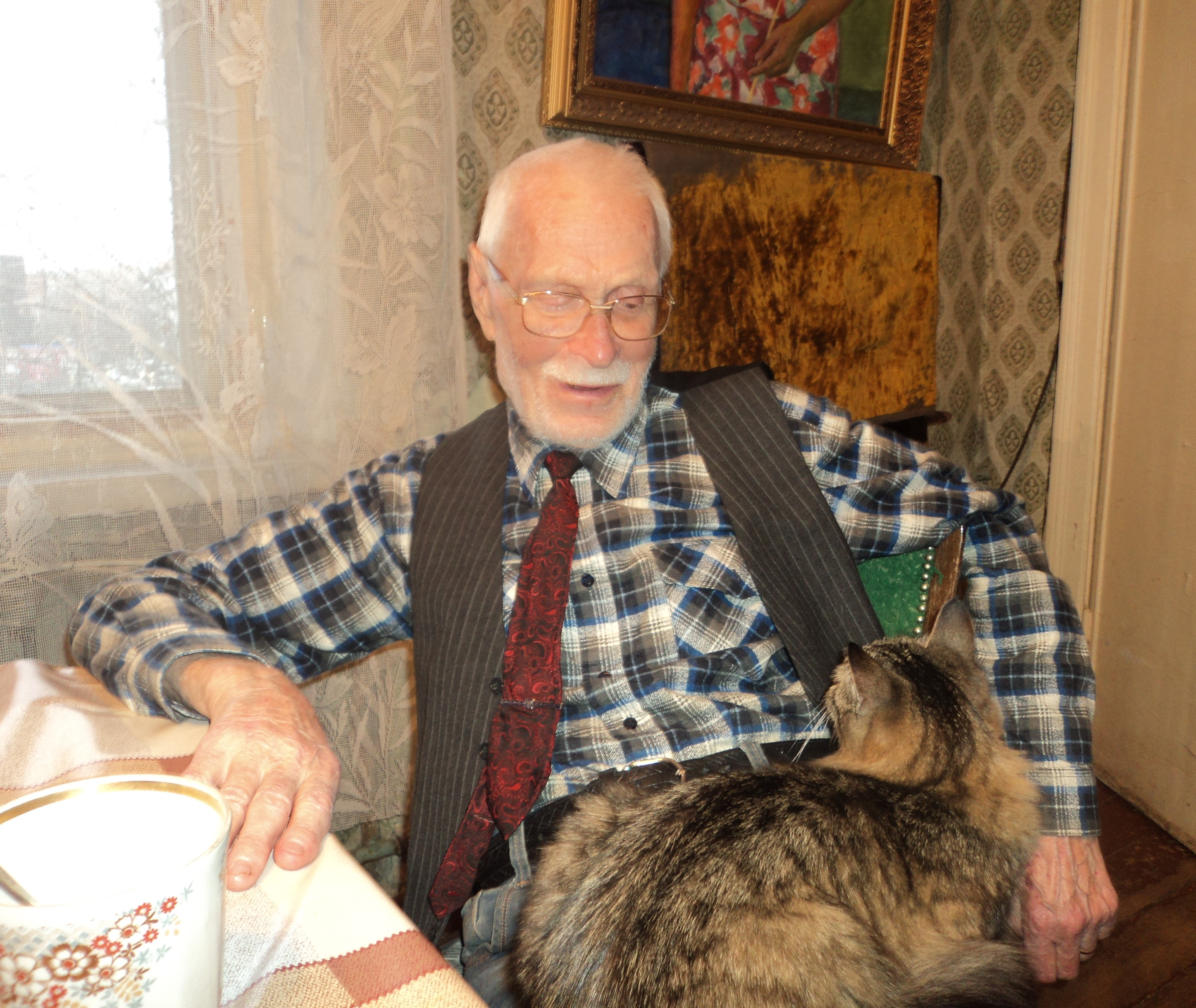
Борис Тихонович Спорыхин, 90-летие 2018 год

Бори́с Ти́хонович Споры́хин (род. 25 ноября 1928, Ростов-на-Дону, РСФСР, СССР — 25 ноября 2020, Ростов-на-Дону, Россия) — советский и российский художник-живописец. Народный художник России (2006).
Ряд произведений художника продано на аукционах Christie’s, Bonhams (Лондон).

## Биография

Спорыхин Борис Тихонович с дочерью Аллой — художником-живописцем на открытии Южно-российской (зональной) художественной выставки «Юг России», 2012 год

Художник за любимой работой, 2015 год

Борис Тихонович Спорыхин родился 25 ноября 1928 года в городе Ростове-на-Дону. В 1945 году стал студентом Ростовского художественного училища имени М. Б. Грекова, живописное отделение. Его педагогами были С. И. Жовмир, В. Н. Бочкарёв, В. Г. Лень, Т. П. Семёнов. В 1950 году стал выпускником РХУ, дипломная картина — «Возвращение с войны». 
С 1950 года по 1956 год учился в Московском государственном художественном институте имени В. И. Сурикова, факультет живописи, мастерская П. Д. Покаржевского. Его педагогами были К. М. Максимов, Г. Г. Королёв, П. В. Мальков, И. И. Орлов, В. Н. Гаврилов, П. Д. Покаржевский. Дипломная картина — «На пути к Царицыну».
В 1954 году начал участвовать в областных, зональных, республиканских, а также всесоюзных и зарубежных художественных выставках. Персональные выставки: в 1968, 1973, 1978, 1989, 2004 гг.
В 1956 году стал членом Союза художников России.
В 1986 году автором Ю. Л. Рудницкой была написана книга о художнике.
В 1997 году стал Заслуженным художником Российской Федерации.
В 2006 году ему присвоено звание Народного художника Российской Федерации. Стал первым на Дону художником, удостоенным этого высокого звания в донском регионе.
За свои выдающиеся достижения в области искусства награждён Дипломом Российской академии художеств.
Имя художника представлено в каталоге мирового рейтинга художников по результатам торгов на мировых аукционах и в изданиях Российского художественного рейтинга.
Автор многих исторических и жанровых картин, портретов, натюрмортов, пейзажей, которые всегда узнаваемы по эмоциональной насыщенности и звучности колорита. Им написаны картины: «На пути к Царицыну», «Донские рыбаки», «Март. Старый Ростов», «На Дону. Перед ловом», «В краю Донском. Родина», «Казачки», «Родной Дон», «Утро в станице», «Праздник в станице Старочеркасской», «Атаман Стенька Разин», «Донская земля», «Казачий круг», «В Старочеркасской. Семейный портрет», «Донской атаман М. И. Платов», «Край ты мой Донской», «Сто донских атаманов», и многие др.
Его работы есть в Лондонской галерее искусств, в галереях и музеях Ростовской области. А также, его произведения находятся в музеях и частных коллекциях России и за рубежом.
Ряд произведений художника продано на аукционах Christie’s, Bonhams (Лондон).
Весной 2004 года в Областном музее краеведения в городе Ростове-на-Дону открылась персональная выставка работ Бориса Тихоновича Спорыхина, среди которых можно было увидеть картину — «Донская земля».
Борис Тихонович Спорыхин в 2008 году отметил свой 80-летний юбилей.
Скончался 25 ноября 2020 года на 93-м году жизни в городе Ростове-на-Дону.

## Семья

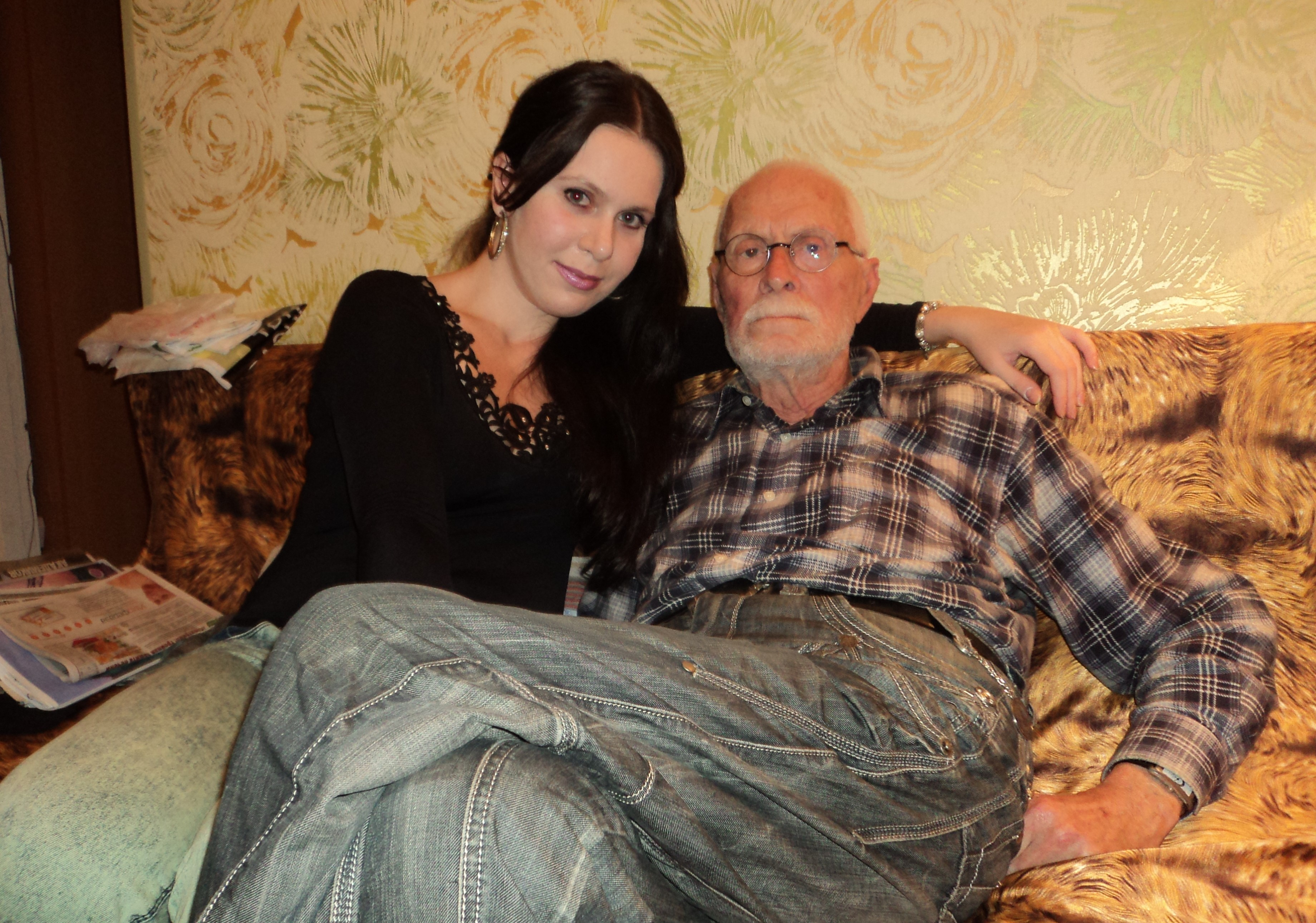
Спорыхин Борис Тихонович с внучкой Натальей, 2016 год

- Супруга Спорыхина (Бухарова) Лидия Александровна (род.1927 — 2004) — художник-живописец. Ветеран Великой Отечественной войны[10].
- Дочь Спорыхина Алла Борисовна — художник-живописец[11][12].
- Внучка Наталья — художник-живописец.